# Deep Six (album)
Deep Six è una raccolta di brani di autori vari, pubblicata nel 1986 dalla C/Z Records. Risulta essere anche la prima pubblicazione della casa discografica, qualche mese prima della analoga iniziativa della Sub Pop, con la compilation Sub Pop 100. I gruppi presenti nella compilation diventeranno noti qualche anno dopo, con l'affermazione del grunge. Tra questi ricordiamo i Green River, i Melvins e i Soundgarden. L'album è stato ristampato in collaborazione con la A&M Records nel 1994.

## Formazioni
- Green River
  - Mark Arm - voce
  - Jeff Ament - basso
  - Stone Gossard - chitarra
  - Bruce Fairweather - chitarra
  - Alex Vincent - batteria
- Melvins
  - King Buzzo - voce, chitarra
  - Matt Lukin - basso
  - Dale Crover - batteria
- Malfunkshun
  - Andrew Wood - voce, basso
  - Kevin Wood - chitarra
  - Regan Hagar - batteria
- Skin Yard
  - Ben McMillan - voce, Sassofono in The Birds
  - Jack Endino - chitarra
  - Daniel House - basso
  - Matt Cameron - batteria
- Soundgarden
  - Chris Cornell - voce
  - Hiro Yamamoto - basso
  - Kim Thayil - chitarra
  - Scott Sundquist - batteria
- The U-Men
  - John Bigley - voce
  - Tom Price - chitarra
  - Jim Tillman - basso
  - Charlie Ryan - batteria

## Tracce
1. Green River - 10.000 Things - 3:37
2. Melvins - Scared - 2:19
3. Melvins - Blessing the Operation - 0:44
4. Malfunkshun - With Yò Heart (Not Yò Hands) - 3:54
5. Skin Yard - Throb - 5:29
6. Soundgarden - Heretic - 3:22
7. Soundgarden - Tears to Forget - 2:06
8. Malfunkshun - Stars-N-You - 1:46
9. Melvins - Grinding Process - 2:09
10. Melvins - She Waits - 0:40
11. Skin Yard - The Birds - 3:56
12. Soundgarden - All Your Lies - 3:53
13. Green River - Your Own Best Friend - 6:21
14. The U-Men - They - 3:32